# Warp Brothers
Warp Brothers – niemiecki duet muzyki elektronicznej utworzony w 1999 roku przez Olivera Goedicke’a i Jürgena Dohra.

## Dyskografia

### Albumy studyjne
| Rok  | Dane dot. albumu                                                                |
| ---- | ------------------------------------------------------------------------------- |
| 2003 | Warp Factor - Wydany: 11 marca 2003 - Wytwórnia: Blue Chip Records - Format: CD |

### Albumy kompilacyjne
| Rok  | Dane dot. albumu                                                                              |
| ---- | --------------------------------------------------------------------------------------------- |
| 2009 | Best of - Wydany: 16 stycznia 2009 - Wytwórnia: Dos or Die Records - Format: Digital download |

### Single
| Rok                            | Tytuł                             | Najwyższe pozycje na listach | Najwyższe pozycje na listach | Najwyższe pozycje na listach | Najwyższe pozycje na listach | Najwyższe pozycje na listach | Najwyższe pozycje na listach | Najwyższe pozycje na listach | Album       |
| Rok                            | Tytuł                             | GER                          | AUT                          | GBR                          | SWE                          | DNK                          | FIN                          | NLD                          | Album       |
| ------------------------------ | --------------------------------- | ---------------------------- | ---------------------------- | ---------------------------- | ---------------------------- | ---------------------------- | ---------------------------- | ---------------------------- | ----------- |
| 2000                           | „Phatt Bass” (vs. Aquagen)        | 45                           | –                            | 9                            | 21                           | –                            | –                            | 69                           | Warp Factor |
| 2000                           | „We Will Survive”                 | 54                           | 61                           | 19                           | 34                           | 7                            | –                            | –                            | Warp Factor |
| 2001                           | „Blast the Speakers”              | –                            | –                            | 40                           | –                            | –                            | –                            | –                            | Warp Factor |
| 2002                           | „The Power”                       | –                            | –                            | –                            | –                            | –                            | –                            | –                            | –           |
| 2002                           | „Cokane”                          | –                            | –                            | –                            | –                            | –                            | –                            | –                            | –           |
| 2003                           | „Going Insane” (feat. Red Monkey) | –                            | –                            | –                            | –                            | –                            | –                            | –                            | –           |
| 2004                           | „On a Trip”                       | –                            | –                            | –                            | –                            | –                            | –                            | –                            | –           |
| 2004                           | „Smells Like Teen Spirit”         | –                            | –                            | –                            | –                            | 15                           | –                            | –                            | –           |
| 2005                           | „Blade”                           | –                            | –                            | –                            | –                            | –                            | 18                           | –                            | –           |
| 2006                           | „Push”                            | –                            | –                            | –                            | –                            | –                            | –                            | –                            | –           |
| 2007                           | „Dominator”                       | –                            | –                            | –                            | –                            | –                            | –                            | –                            | –           |
| 2016                           | „Phatt Bass 2016” (& Wolfpack)    | –                            | –                            | –                            | –                            | –                            | –                            | –                            | –           |
| „–” pozycja nie była notowana. |                                   |                              |                              |                              |                              |                              |                              |                              |             |